# Arrondissement Sarcelles
Arrondissement Sarcelles (fr. Arrondissement de Sarcelles) je správní územní jednotka ležící v departementu Val-d'Oise a regionu Île-de-France ve Francii. Člení se dále na 10 kantonů a 61 obcí.

## Kantony
od roku 2015:
- Argenteuil-1 (část)
- Deuil-la-Barre
- Domont (část)
- Fosses
- Garges-lès-Gonesse
- Goussainville
- L'Isle-Adam (část)
- Montmorency (část)
- Sarcelles
- Villiers-le-Bel

před rokem 2015:
- Domont
- Écouen
- Enghien-les-Bains
- Garges-lès-Gonesse-Est
- Garges-lès-Gonesse-Ouest
- Gonesse
- Goussainville
- Luzarches
- Montmorency
- Saint-Gratien
- Sarcelles-Nord-Est
- Sarcelles-Sud-Ouest
- Soisy-sous-Montmorency
- Viarmes
- Villiers-le-Bel